# Chouchou (上白石萌音のアルバム)
『chouchou』（シュシュ）は、上白石萌音の1枚目のカバーアルバム。2016年10月5日にポニーキャニオンから発売。

## 収録曲

### CD
1. 366日
映画『赤い糸』主題歌
テレビ東京系『JAPAN COUNTDOWN』 2016年10月度オープニングテーマ
KTS鹿児島テレビ『かごニュー』 2016年10月度エンディングテーマ
2. Woman “Wの悲劇”より
（映画『Wの悲劇』主題歌）
3. 変わらないもの
（劇場版アニメーション『時をかける少女』挿入歌）
4. On My Own
（映画『レ・ミゼラブル』劇中歌）
5. なんでもないや（movie ver.）
（映画『君の名は。』主題歌）
6. SMILE
（映画『Modern Times』挿入歌）